# Hans-Peter Goetz
Hans-Peter Goetz (* 29. Juni 1961 in Magdeburg, DDR) ist ein deutscher Politiker (FDP). Er war von 2009 bis 2014 Mitglied des Landtags von Brandenburg.

## Ausbildung
Hans-Peter Goetz wuchs ab 1962 in Teltow auf und besuchte dort von 1968 bis 1976 die Polytechnische Oberschule. Von 1976 bis 1980 absolvierte er die Erweiterte Spezial-Oberschule (heute: Weinberg-Gymnasium) in Kleinmachnow und legte dort 1980 sein Abitur ab. Danach diente er 1980 bis 1983 als Zeitsoldat und studierte 1983 bis 1987 Rechtswissenschaften an der Martin-Luther-Universität Halle-Wittenberg. Von 1987 bis 1990 absolvierte er ein postgraduales Studium an der Akademie für Rechts- und Staatswissenschaft in Potsdam-Babelsberg. In dieser Zeit war er bis 1989 auch SED-Mitglied. Seit 1990 ist er Rechtsanwalt in Teltow mit Schwerpunkt Verwaltungsrecht.

## Politik
Hans-Peter Goetz ist Mitglied der FDP und war von 1999 bis 2019 Mitglied des FDP-Landesvorstandes in Brandenburg. 2005 bis 2007 war er stellvertretender Landesvorsitzender und von März 2007 bis März 2010 Generalsekretär der FDP Brandenburg. Ab 2013 war Goetz wieder stellvertretender Landesvorsitzender der Brandenburger FDP.
Kommunalpolitisch ist er seit 2003 Fraktionsvorsitzender in der Stadtverordnetenversammlung der Stadt Teltow und von 2004 bis 2010 und erneut seit 2014 als Fraktionsvorsitzender des Kreistages Potsdam-Mittelmark aktiv.
Am 27. September 2009 trat er als Spitzenkandidat der FDP Brandenburg zur Landtagswahl an, bei der die märkischen Liberalen mit 7,2 % ihr bestes Ergebnis seit der Wiedervereinigung erzielten und den Wiedereinzug in den Brandenburger Landtag erreichten. Nach der Landtagswahl wurde Goetz Fraktionsvorsitzender der FDP im Landtag von Brandenburg. Am 17. Juli 2010 gab Goetz bekannt, dass er wegen fehlenden Rückhaltes in der Fraktion am 15. August 2010 als Fraktionsvorsitzender zurücktritt. Zu seinem Nachfolger wurde am 31. August Andreas Büttner gewählt. Bei der folgenden Landtagswahl am 14. September 2014 schied die FDP mit 1,5 % wieder aus dem Landtag Brandenburg aus. Damit endete auch das Landtagsmandat von Hans-Peter Goetz.
Am 16. Februar 2019 wurde Goetz erneut zum Spitzenkandidaten der Brandenburger FDP für die Landtagswahl am 1. September 2019 gewählt. Nachdem die Partei mit 4,1 % erneut den Einzug in den Landtag verfehlte, trat Goetz als stellvertretender Landesvorsitzender zurück. Damit endete seine Mitgliedschaft im Landesvorstand nach 20 Jahren. Seit dem 18. Dezember 2021 ist er wieder stellvertretender Landesvorsitzender der FDP.

## Privates
Hans-Peter Goetz ist verheiratet, hat zwei Kinder und wohnt in Teltow.